# 수산항 (거제시)
수산항은 경상남도 거제시 동부면 학동리, 거제도 섬에 있는 어항이다. 2003년 2월 3일 어촌정주어항으로 지정하여 관리하고 있다. 시설관리자는 거제시장이다.

## 어항 구역
- 수역: 미지정
- 육역: 미지정

## 어항 시설
- 물양장, 선착장

## 주요 어종
- 멸치, 농어, 우럭, 참돔, 전복, 해삼